# Aurora (Ohio)
Aurora egy város az USA-ban, Ohio államban. Lakosainak száma 17 239 fő (2020. április 1.).

## Népesség
A település népességének változása:

| 2010 | 15 548 |
| 2020 | 17 239 |

## A város szülöttei
- Anne Heche (* 1969), amerikai színésznő